# بی‌ای‌پی فرره (دی‌ام-۷۴)
بی‌ای‌پی فرره (دی‌ام-۷۴) (به انگلیسی: BAP Ferré (DM-74)) یک کشتی است که طول آن ۱۲۱٫۶ متر (۳۹۹ فوت) می‌باشد. این کشتی در سال ۱۹۴۹ ساخته شد.